# アルトゥール・モーリッツ・シェーンフリース
アルトゥール・モーリッツ・シェーンフリース（Arthur Moritz Schoenflies、1853年4月17日 - 1928年5月27日）は、結晶学への群論の適用や位相幾何学の研究で知られるドイツの数学者である。文芸批評家ヴァルター・ベンヤミンの大叔父に当たる。
プロイセン王国のランツベルク・アン・デア・ヴァルテ（現在のポーランド領ゴジュフ・ヴィエルコポルスキ）生まれ。エルンスト・クンマーやカール・ワイエルシュトラスの下で学び、またフェリックス・クラインから影響を受けた。
1870年から1875年までベルリン大学で学び、1877年に博士号を取得し、1878年にベルリンの学校の教師になった。1880年には、コルマールまで教えに行った。
彼は、1898年から1933年にかけて出版された数学の百科事典Klein's encyclopediaに頻繁に寄稿し、1898年には集合論、1902年には運動学、1910年には射影幾何学の記事を書いた。

## 主な業績
- Geometrie der Bewegung in synthetischer Darstellung. Teubner, 1886; translated by Charles Speckel as La Géométrie du Mouvement. Exposé synthétique. Gauthier-Villars 1893[1]
- Einführung in die mathematische Behandlung der Naturwissenschaft. 1st edition, Dr. E. Wolff, 1895; 2nd editions 1931 (with Walther Nernst)
- Entwicklung der Mengenlehre und ihrer Anwendungen. Teubner, 1913 (with Hans Hahn).
- Kristallsysteme und Kristallstruktur, Teubner 1891
- Theorie der Kristallstruktur. Ein Lehrbuch. Gebr. Borntraeger, 1923.
- Einführung in die Hauptgesetze der zeichnerischen Darstellungsmethoden, Teubner 1908, Project Gutenberg ebook
- Articles: Mengenlehre (1898), Projektive Geometrie (1909), Kinematik (1902), Kristallographie (with Theodor Liebisch, Otto Mügge), in Klein's encyclopedia.